# Zach Zoya
Zach Zoya, né le 8 avril 1998 à Rouyn-Noranda au Québec (Canada), est un auteur-compositeur-interprète canadien.

## Biographie
Le paternel de Zacharie Morier-Gxoyiya a émigré au Canada pour fuir l’apartheid en Afrique du Sud. Ses parents se sont rencontrés à Winnipeg, puis sont venus vivre en Abitibi-Témiscamingue en raison du poste de médecin de sa mère. Bien qu'il ne commence à rapper qu'à 16 ans, la musique accompagne Zach Zoya depuis son plus jeune âge. Comme il n'y a ni ordinateur ni téléviseur à la maison, la musique agit comme source de distraction. Et même, une passion.   

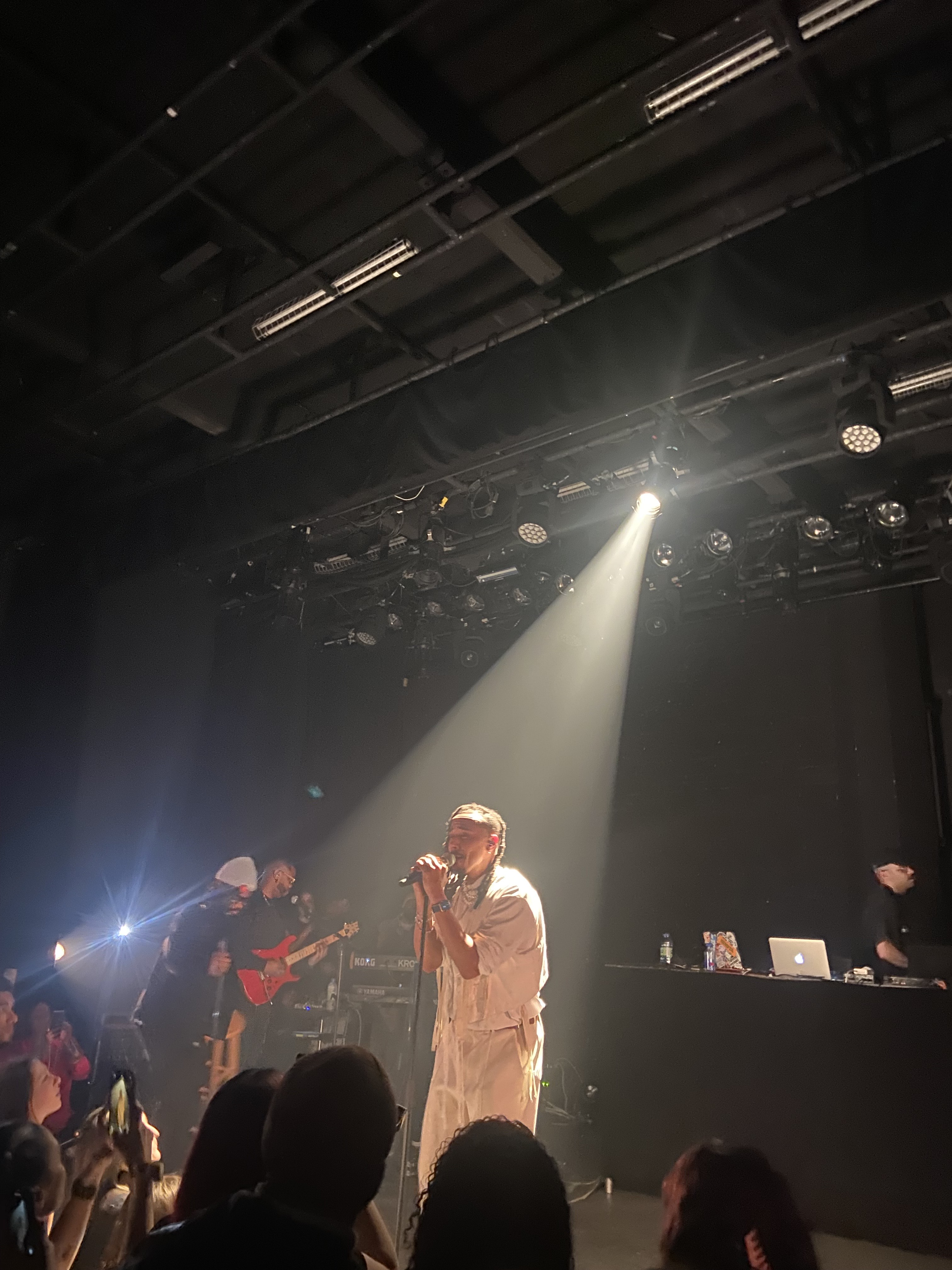
Spectacle de Zach Zoya au Studio TD lors de Montréal en lumière, mars 2023

En 2016, il quitte la maison familiale pour tenter sa chance à Montréal. C'est à partir de ce moment qu'il attire le regard des médias spécialisés en rap québécois. Il a fait ses débuts avec la maison de disques de Rouyn-Noranda 7ième Ciel, mais contrairement à ses compagnons de label, il est l'un des rares artistes à être originaire de cette petite ville. En septembre 2018, le chanteur est présent lors de la grande nuit Hip-hop du Festival de Musique Émergente à Rouyn-Noranda. 
En octobre 2020, il sort son deuxième EP, Spectrum, après plus de deux ans de préparation. Plusieurs festivals auxquels il souhaite participer sont annulés en raison de la pandémie mondiale Coronavirus. Il est invité à participer à la série nommé Artist Spotlight du Toronto Ultra et à exécuter un concert virtuel pour la Call of Duty League Home Series Weekend.
En 2023, il gagne le prix de l'artiste ou groupe musical de l'année au gala Dynastie.

## Discographie

### Albums
- It's Always Sunny in Glendale (2024)

### EPs
- Misstape (produit par High Klassified) (2018)
- Spectrum (2020)
- No Love Is Ever Wasted (2022)[9]

### Singles
- Superficial (2017)
- Who Dat (2018)
- Slurpee (2020)
- Le Cap (2020)
- In Da Way (2020)
- Cold World (2021)
- Feelings (2021)
- start over (2021)